# Оклендер, Вайолет
Вайолет Оклендер (англ. Violet Solomon Oaklander; 18 апреля 1927, Лоуэлл, Массачусетс, США — 21 сентября 2021) — американский детский психотерапевт, доктор психологии, специалист по семейному, детскому консультированию, гештальт-терапии. Обучает профессионалов, работающих с детьми и подростками, в США и других странах мира и создала собственный психотерапевтический подход для работы с детьми и подростками, в котором используются методы гештальт-терапии, арт-терапии и игровой психотерапии. Наиболее известна по всему миру благодаря своим книгам «Окна в мир ребенка» и «Скрытые сокровища».

## Публикации
- Окна в мир ребенка. Руководство по детской психотерапии = Windows to Our Children: A Gestalt Therapy Approach to Children and Adolescents. — Moab, Utah: Real People Press, 1978.
- Скрытые сокровища: Путеводитель по внутреннему миру ребенка = Hidden Treasure: A Map to the Child’s Inner Self.. — London: Karnac, 2006.
- Commentary II: A Developmental Theory of the Infant // Gestalt Review. — 2012. — Vol. 16 (3). — P. 251—258.
- Gestalt play therapy (англ.) // International Journal of Play Therapy. — Vol. 10 (2).
- The Therapeutic Process With Children and Adolescents // Gestalt Review. — 1997. — Vol. 1 (4). — P. 292—317.

## Популярные цитаты

#### Цитаты из книги "Скрытые сокровища: Путеводитель по внутреннему миру ребёнка"
Интроект – это услышанное нами мнение о нас самих, которое становится частью нашей личности.
Я всегда советую родителям быть более конкретными в своих высказываниях в адрес ребенка. Можно сказать: «Мне нравится, как ты убрал свои игрушки» или «Мне нравится, как ты раскрасил картинку – на нее приятно смотреть». Подобные фразы не интроекты, но они повышают самооценку ребенка.
Я убеждаю родителей, чтобы они предоставляли детям возможность выбора, если это допустимо и возможно. Не спрашивайте ребенка, что он хочет на обед. Дайте ему конкретные варианты для выбора, но не включайте в список курицу, если ее нет в холодильнике.
Высказывания о самом себе и овладение проекциями развивают самосознание и помогают человеку найти свое место в мире.
Прежде чем начать с ребенком работу над безопасной экспрессией, нам нужно пройти несколько важных этапов. Во-первых, я должна помочь ему понять, что такое гнев, научить его распознавать гнев.
Когда ребенок или подросток в состоянии признать и принять существование негативных чувств в отношении к собственному «Я», можно смело начинать прививать ему навыки заботы о себе.
Ни ее мать, ни отец уже не способны были изменить то, что случилось с ней в младенческие годы. С такой задачей не справился бы и ее будущий партнер по жизни. Сделать это могла только сама Элен.